# راسيل بريان
راسيل بريان (14 فبراير 1981 - ) (بالإنجليزية: Russell Bryan)‏ هو لاعب كريكت بريطاني.